# Paul Ekman
Paul Ekman (Washington, 1934. február 15. –) amerikai pszichológus, a Kaliforniai Orvosi Egyetem pszichológiaprofesszora, az arckifejezés-felismerés jeles kutatója.

## Élete
Ekman egy gyermekorvos fiaként látta meg a napvilágot 1934-ben, Washingtonban. Egyetemi tanulmányait Chicagóban (University of Chicago) és New Yorkban (New York University) folytatta. PhD minősítését 1958-ban szerezte, a Langley Porter Neuropszichiátriai Intézetnél töltött egyéves szakmai gyakorlatát követően. Két évig szolgált pszichológusként az amerikai hadseregnél, majd visszatért a Kaliforniai Egyetemre, ahol 1960-tól 2004-ig dolgozott, egészen nyugdíjazásáig. Professzori kinevezését 1972-ben kapta. Kutatásait az amerikai Nemzeti Tudományos Alapítvány, a Mentálegészségügyi Intézet és a DARPA egyaránt finanszírozza.

## Munkássága

### Az érzelmek osztályozása
Az arckifejezések természetére irányuló kutatásait 1954-ben kezdte. Az akkoriban uralkodó nézettel és Margaret Mead (1901-1978) antropológus elképzelésével ellentétben úgy gondolta, hogy bár az eltérő kultúrák sokféle mintákat nyújtanak számunkra érzelmeink kifejezésére, mégis, létezik legalább néhány arckifejezés, amely a világon minden ember számára ugyanazt az érzelmi állapotot tükrözi. Feltevésének elméleti alapját Charles Darwin teóriája adta, mely szerint az emberi arckifejezések veleszületett, nem tanult válaszmintázatok, ezáltal nem kulturálisan meghatározottak.
Több kultúrközi vizsgálatot folytatott, többek között egy izolált új-guineai törzset is felkeresett 1967-ben, amelynek tagjai fényképekről felismerték a nyugati emberek arckifejezései alapján az érzelmeket.
Kísérletei bebizonyították, hogy hét alapvető érzelem a világ minden táján egyetemleges: öröm, harag, meglepetés, undor, szomorúság, félelem, megvetés.

### FACS
Az emberi arckifejezések vizsgálatára Ekman és Friesen az 1970-es években kidolgozta az Arctevékenység-kódoló Rendszert. Ez a módszer több évtizednyi kutatás eredménye, melynek során feltérképezték az arc 23 pár izmát, és az azokhoz kapcsolódó mozgásokat, amelyeket Ekman akcióegységnek nevezett el. Ezen apró mozgások elemzésével állapítja meg a rendszer, hogy a személy éppen milyen érzelmi állapotban van. Ez egy rendkívül aprólékos folyamat, egypercnyi videóanyag emocionális elemzését egy szakértő száz perc alatt végzi el, de már folyamatban van egy olyan szoftver kifejlesztése, amely ezt a tetemes munkát pár percre redukálja.
A FACS rendszer segítségével az igazi és a színlelt érzelmeket is pontosan el lehet különíteni. Ez szintén az arcizmok mozgásának elemzésével lehetséges. Hosszas megfigyelések után Ekman úgy találta, hogy például a valódi örömöt az álmosolytól három Action Unit együttese különíti el: az orbicularis oculi összehúzódása (AU6), amely a szemet körbevevő izmot jelenti, és az arcbőrt az orrnyereg felé húzza; a zygomaticus major összehúzódása (AU12), amely a szájszegletet felfelé húzza; és az AU25 elernyedése, amely lehetővé teszi, hogy az ajkak szétnyíljanak. Ez a mozgásegyüttes Ekman szerint az öröm veleszületett mintázata, amelyet Duchenne-mosolynak nevezett el, a mosolyt először leíró francia kutató után.

### PEG
Több mint ötven év kutatásaira támaszkodva Ekman David Matsumotóval és Mark Frankkel együttműködve létrehozta a Paul Ekman Csoportot, amely az arckifejezések szakszerű elemzését bemutató tréningek szervezésével, és ehhez kapcsolódó, METT (Micro Expression Training Tool) néven híressé váló online oktatási segédanyagok forgalmazásával foglalkozik.

## Könyvei
- Emotion in the Human Face (1971)
- Darwin and Facial Expression: A Century of Research in Review (1973)
- Unmasking the Face (1975)
- Facial Action Coding System/Investigator's (1978)
- Face of Man (1980)
- Handbook of Methods in Nonverbal Behavior Research (1982)
- Telling Lies: Clues to Deceit in the Marketplace, Politics, and Marriage (1985, 1986, 1992, 2001)
- Why Kids Lie: How Parents Can Encourage Truthfulness (1989, 1991)
- The Nature of Emotion: Fundamental Questions (with R. Davidson, Oxford University Press, 1994)
- What the Face Reveals (with Rosenberg, E. L., Oxford University Press, 1998)
- Structures of Social Action (1998)
- Handbook of Cognition and Emotion (Sussex, U.K. John Wiley & Sons, Ltd., 1999)
- Emotions Revealed: Recognizing Faces and Feelings to Improve Communication and Emotional Life (Times Books, 2003)

## Magyarul
- Beszédes hazugságok. A megtévesztés árulkodó jelei a politikában, az üzletben és a házasságban; ford. Andersen Dávid; Kelly, Bp., 2010 ISBN 9789639943742
- Leleplezett érzelmek. Az arckifejezések és az érzelmek felismerése a kommunikáció és az érzelmi élet fejlesztéséhez; ford. Pheby Krisztina; Kelly, Bp., 2011

## Kapcsolódó szócikk
- Hazudj, ha tudsz!